# Акан (приток Нименьги)
Акан — река в России, протекает по территории Онежского района Архангельской области. Длина реки — 32 км, площадь водосборного бассейна — 117 км².
Река берёт начало из болота без названия и течёт преимущественно в северо-восточном направлении, протекая в нижнем течении через озеро Акан, расположенное на высоте 66,2 м над уровнем моря.
Река в общей сложности имеет 15 притоков суммарной длиной 32 км.
Втекает на высоте 58,3 м над уровнем моря в реку Нименьгу, впадающую в Онежскую губу Белого моря (Поморский берег).
Населённые пункты на реке отсутствуют.
Код объекта в государственном водном реестре — 03010000212102000007759.